# Iphiaulax neuquenensis
Iphiaulax neuquenensis är en stekelart som först beskrevs av Blanchard 1933.  Iphiaulax neuquenensis ingår i släktet Iphiaulax och familjen bracksteklar. Inga underarter finns listade i Catalogue of Life.